# الدمنه بيت العليمي (القفر)

تعديل مصدري - تعديل

الدمنه بيت العليمي محلة تابعة لقرية مدحج العالي، التابعة لعزلة مدحجين بمديرية القفر إحدى مديريات محافظة إب في الجمهورية اليمنية، بلغ تعداد سكانها 27 حسب تعداد اليمن لعام 2004.